# Episodi di Duel Masters Cross Shock
Duel Masters Cross Shock (デュエル・マスターズ クロスショック?, Dyueru Masutāzu Kurosu Shokku) è stato trasmesso originalmente in Giappone dal 3 aprile 2010 al 19 aprile 2011 su TV Tokyo per un totale di 50 episodi, a cui si aggiunge uno speciale. Le sigle d'apertura sono The Power of Courage (lett. "La forza del coraggio") cantata dagli Everest (ep. 1-26) e My Only Dream (lett. "Il mio unico sogno") degli Honey L Days (ep. 27-50).

Il logo della serie

Shobu ed i suoi compagni continuano ad affrontare i Fua Duelist al campionato mondiale ed alla fine, dopo averli sconfitti tutti, Shobu diventa il campione del mondo. Tuttavia prima che l'eroe possa finalmente rilassarsi, viene chiamato nel mondo delle creature per combattere contro Diabolos Zeta, il dominatore del tempo, il quale vuole distruggere il mondo. Shobu ed i suoi amici cercheranno le nuove carte leggendarie che serviranno per impedire al mostro di portare a termine il suo progetto di distruzione.

## Lista episodi
| Nº | Titolo italiano (traduzione letterale) Giapponese 「Kanji」 - Rōmaji                                                      | In onda           | In onda |
| Nº | Titolo italiano (traduzione letterale) Giapponese 「Kanji」 - Rōmaji                                                      | Giapponese        |         |
| 1  | Double Cross 「ダブルクロス」 - Daburu Kurosu                                                                             | 3 aprile 2010     |         |
| 2  | La resurrezione di Hakuoh 「白凰復活」 - Hakuō fukkatsu                                                                   | 10 aprile 2010    |         |
| 3  | La gola di Bolshack 「ボルシャック渓谷」 - Borushakku keikoku                                                             | 17 aprile 2010    |         |
| 4  | Le qualificazioni sono prossime alle fine! 「二次予選終了!」 - Niji yosen shūryō!                                         | 24 aprile 2010    |         |
| 5  | Toy 「トーイ」 - Tōi | 1º maggio 2010    |         |
| 6  | Da cuore a cuore 「心通わせて」 - Kokoro kayowa sete                                                                      | 8 maggio 2010     |         |
| 7  | La casa del perdente 「敗者の館」 - Haisha no yakata                                                                      | 15 maggio 2010    |         |
| 8  | Stratagemma 「策略」 - Sakuryaku                                                                                          | 22 maggio 2010    |         |
| 9  | Verso la finale 「決勝へ」 - Kesshō e                                                                                     | 29 maggio 2010    |         |
| 10 | Psychic Creature 「サイキック・クリーチャー」 - Saikikku Kurīchā                                                          | 5 giugno 2010     |         |
| 11 | La speculazione di Yaesar 「ヤエサルの思惑」 - Yaesaru no omowaku                                                         | 12 giugno 2010    |         |
| 12 | Un vecchio nemico 「宿敵」 - Shukuteki                                                                                    | 19 giugno 2010    |         |
| 13 | Buio 「暗闇」 - Kurayami                                                                                                  | 26 giugno 2010    |         |
| 14 | Il sigillo dell'occhio dell'oscurità!? 「闇眼封印!?」 - Yami manako fūin!?                                                | 3 luglio 2010     |         |
| 15 | Il viaggiatore dell'amore 「愛の旅人」 - Ai no tabibito                                                                   | 10 luglio 2010    |         |
| 16 | Risveglio 「目覚め」 - Mezame                                                                                             | 17 luglio 2010    |         |
| 17 | Shizuka VS Oasis 「シズカVSオアシス」 - Shizuka VS Oashisu                                                                | 24 luglio 2010    |         |
| 18 | Dichiarazione 「宣言」 - Sengen                                                                                           | 31 luglio 2010    |         |
| 19 | Mimi Fan Club 「ミミファンクラブ」 - Mimi Fan Kurabu                                                                      | 7 agosto 2010     |         |
| 20 | Trasformazione 「変身」 - Henshin                                                                                         | 14 agosto 2010    |         |
| 21 | Battaglia! Quattro contro quattro 「対抗戦! 四対四」 - Taikō-sen! Shi tai shi                                             | 21 agosto 2010    |         |
| 22 | Il secondo turno si conclude! 「二回戦終了!」 - Ni-kaisen shūryō!                                                         | 28 agosto 2010    |         |
| 23 | Gli ultimi quattro 「最後の四人」 - Saigo no shinin                                                                       | 4 settembre 2010  |         |
| 24 | Lotta feroce! Xanadu 「激闘! キサナドゥ」 - Gekitō! Xanadu                                                                | 11 settembre 2010 |         |
| 25 | Battaglia decisiva 「決戦」 - Kessen                                                                                      | 18 settembre 2010 |         |
| 26 | La forza di credere 「信じ合う強さ」 - Shinjiaeru tsuyo sa                                                                | 25 settembre 2010 |         |
| 27 | Il mondo delle creature 「クリーチャーの世界」 - Kurīchā no sekai                                                         | 2 ottobre 2010    |         |
| 28 | La nascita di Reppi Aini! 「レッピ・アイニー誕生!」 - Reppi Ainī tanjō!                                                   | 9 ottobre 2010    |         |
| 29 | Il drago leggendario 「伝説のドラゴン」 - Densetsu no Doragon                                                             | 16 ottobre 2010   |         |
| 30 | Lottando insieme 「ともに戦う者」 - Tomoni tatakau mono                                                                   | 23 ottobre 2010   |         |
| 31 | Drago esplosivo GENJI XX 「爆竜GENJI・XX」 - Bakuryū Genji XX                                                             | 30 ottobre 2010   |         |
| 32 | La spada preziosa della Grand Cross 「宝剣 グランドクロス」 - Hōken Gurando Kurosu                                        | 6 novembre 2010   |         |
| 33 | Vacanza in un resort!? 「リゾートでバカンス!?」 - Rizōto de Bakansu!?                                                     | 13 novembre 2010  |         |
| 34 | L'ira di Hogan 「ホーガンの怒り」 - Hōgan no ikari                                                                        | 20 novembre 2010  |         |
| 35 | Lo spirito fortunato? 「幸運の精霊？」 - Kōun no seirei?                                                                  | 27 novembre 2010  |         |
| 36 | Korin dei Five Star 「ファイブスター光臨」 - Faibu Sutā Kōrin                                                             | 4 dicembre 2010   |         |
| 37 | L'assenza del saggio 「賢者の不在」 - Kenja no fuzai                                                                      | 11 dicembre 2010  |         |
| 38 | Kankuro 「カンクロウ」 - Kankuro                                                                                          | 18 dicembre 2010  |         |
| 39 | Diabolos Zeta, il dominatore dello spazio e del tempo 「時空の支配者 ディアボロスZ」 - Jikū no shihai-sha Diaborosu Zetto | 25 dicembre 2010  |         |
| 40 | Shobu VS Rage Arm 「勝舞VSレイジ・アーム」 - Shōbu VS Reiji Āmu                                                           | 12 gennaio 2011   |         |
| 41 | Il dio della morte è arrivato! 「死神が来た!」 - Shinigami ga kita!                                                       | 15 gennaio 2011   |         |
| 42 | Il risveglio di Black Ganveet 「ブラック・ガンヴィート覚醒」 - Burakku Ganvuīto kakusei                                   | 23 gennaio 2011   |         |
| 43 | Peace e Gonta 「ピースとゴンタ」 - Pīsu to Gonta                                                                          | 29 gennaio 2011   |         |
| 44 | Unire le forze 「力を合わせて」 - Chikara o awasete                                                                       | 5 febbraio 2011   |         |
| 45 | L'eroe della luce 「光の勇者」 - Hikari no yūsha                                                                          | 12 febbraio 2011  |         |
| 46 | Kankuro VS Five Star 「カンクロウVSファイブスター」 - Kankurou VS Faibu Sutā                                              | 19 febbraio 2011  |         |
| 47 | Impazienza 「あせり」 - Aseri                                                                                             | 26 febbraio 2011  |         |
| 48 | Fidarsi l'uno nell'altro 「信じあうこと」 - Shinji au koto                                                                | 5 marzo 2011      |         |
| 49 | Genji Blaster! 「ゲンジ・ブラスター!」 - Genji Burasutā!                                                                  | 12 marzo 2011     |         |
| 50 | Cinque civiltà, un solo cuore 「五つの文明 ひとつの心」 - Itsutsu no bunmei hitotsu no kokoro                             | 26 marzo 2011     |         |
| SP | Grande evocazione Special 「大召喚スペシャル」 - Dai shōkan Supesharu                                                     | 19 aprile 2011    |         |